# アレッサンドロ・デイオーラ
アレッサンドロ・デイオーラ（Alessandro Deiola, 1995年8月1日 - ）は、イタリア・サン・ガヴィーノ・モンレアーレ出身のサッカー選手。カリアリ・カルチョ所属。ポジションはミッドフィールダー。

## 経歴
1995年8月1日、イタリア・サルデーニャ州サン・ガヴィーノ・モンレアーレに生まれた。カリアリ・カルチョの下部組織で育ち、2014-15シーズンはレガ・プロ（イタリア3部）のACトゥットクオーイオに移籍し、デビューシーズンとなったこの年にリーグ戦33試合に出場した。翌2015-16シーズンはセリエBに降格したカリアリに戻ると、2015年8月9日に行われたコッパ・イタリアのヴィルトゥス・エンテッラ戦でカリアリのトップチームにデビューした。このシーズンにクラブはセリエBを制し、1年でのセリエA復帰を決めた。
2016年8月28日に行われた2016-17シーズン第2節のASローマ戦で、後半途中からニコロ・バレッラに代わって出場しセリエAにデビュー。その3日後の31日、セリエBのスペツィア・カルチョに買い取りオプション付きの期限付き移籍で加入した。2017年1月31日、スペツィアとの契約を解消しセリエAのカリアリへと戻った。
2018年8月17日、セリエAに昇格したパルマ・カルチョ1913に1年間の期限付き移籍で加入した。2019年1月22日にはパルマとの契約を解除し、カリアリに復帰した。
2020年1月10日、USレッチェに買い取りオプション付きの期限付き移籍で加入した。2月2日に行われた第22節のトリノFCとの試合で、先制弾となるセリエA初得点を決めた。
2020年9月23日、セリエAに初昇格したスペツィアに期限付き移籍で4シーズンぶりに加入した。冬の移籍市場期間の2021年1月29日には契約を早期に解消し、カリアリに復帰した。

## タイトル
カリアリ
- セリエB：2015-16